# Циковский, Станислав
Станислав Циковский (пол. Stanisław Cikowski; 14 февраля 1899 года, Чарны-Дунаец, Австро-Венгрия — 2 декабря 1959 года, Краков) — польский футболист, полузащитник клуба Краковия, игрок сборной, участник олимпийских игр, врач-гинеколог.

## Биография
В 1917 году закончил 8 классов в III гимназии им. короля Яна Собеского в Кракове. Уже во время учёбы стал в 1912 году членом клуба Краковия. С 1916 года в основном составе клуба. В составе Краковии завоевал звание Чемпиона Польши в 1921 году.
Играл в первом матче сборной Польши с командой Венгрии, в Будапеште, 18 декабря 1921 года (поражение 0:1). В 1924 году выступал в составе сборной на олимпийских играх в Париже, где 26 мая 1924 года провёл свою последнюю, девятую, игру за сборную.
Футбольную карьеру закончил в мае 1925 года, после того как получил серьёзную травму в столкновении с Владиславом Ковальским во время матча с Вислой. За это нарушение правил Ковальский получил годичную дисквалификацию. Всего за Краковию провёл 226 матчей в различных соревнованиях. Из них 14 в чемпионатах Польши.
В 1924 году закончил Медицинский факультет Ягеллонского университета. 17 июня 1925 года получил диплом доктора всех медицинских направлений (диплом полного доктора). В основном интересовался патологической анатомией, гинекологией и состояниями при беременности. До 1932 года работал в университетской больнице, затем врачом в системе медицинских пунктов социального обеспечения в Кракове. Также занимался и частной практикой.
Во время Сентябрьской войны был врачом военного госпиталя № 1003 в Пшемысле. Во время оккупации оказывал медицинскую помощь бойцам подполья в Кракове. Также оказывал медицинские услуги спортсменам подпольных польских соревнований.
После окончания войны работал в Службе Здоровья в качестве врача-гинеколога. Принимал участие в мероприятиях Краковии.
Был женат на Янине Жвавой. Двое детей — сын Кшиштоф (1946 г.р.) и дочь Дорота (1950 г.р.).
Умер 2 декабря 1959 года в Кракове. Похоронен на Раковицком кладбище.

## Достижения
- Чемпион Польши по футболу — 1921